# 凯夫拉维克体育和青年俱乐部
基夫拿維克體育和青年协會，冰岛雷恰内斯拜尔的一个竞技运动俱乐部，项目有足球、篮球、游泳、体操、羽毛球、射击等。最大的部分为凯夫拉维克足球俱乐部、凯夫拉维克篮球俱乐部。